# Campovalano
Campovalano è una frazione del comune di Campli, in provincia di Teramo, di circa 600 abitanti.

## Geografia fisica
Il paese si trova lungo la SS 81 Piceno-Aprutina, strada che collega le città di Ascoli Piceno e Teramo, a circa 10 km dal capoluogo della provincia abruzzese. Situato ad un'altitudine di 464 metri sul livello del mare in una piana di circa 3 km quadrati ai piedi del monte Foltrone, il centro è noto per avere nel suo territorio la chiesa altomedievale dedicata a san Pietro e per la presenza della vasta necropoli.

## Monumenti e luoghi d'interesse

### Architetture religiose

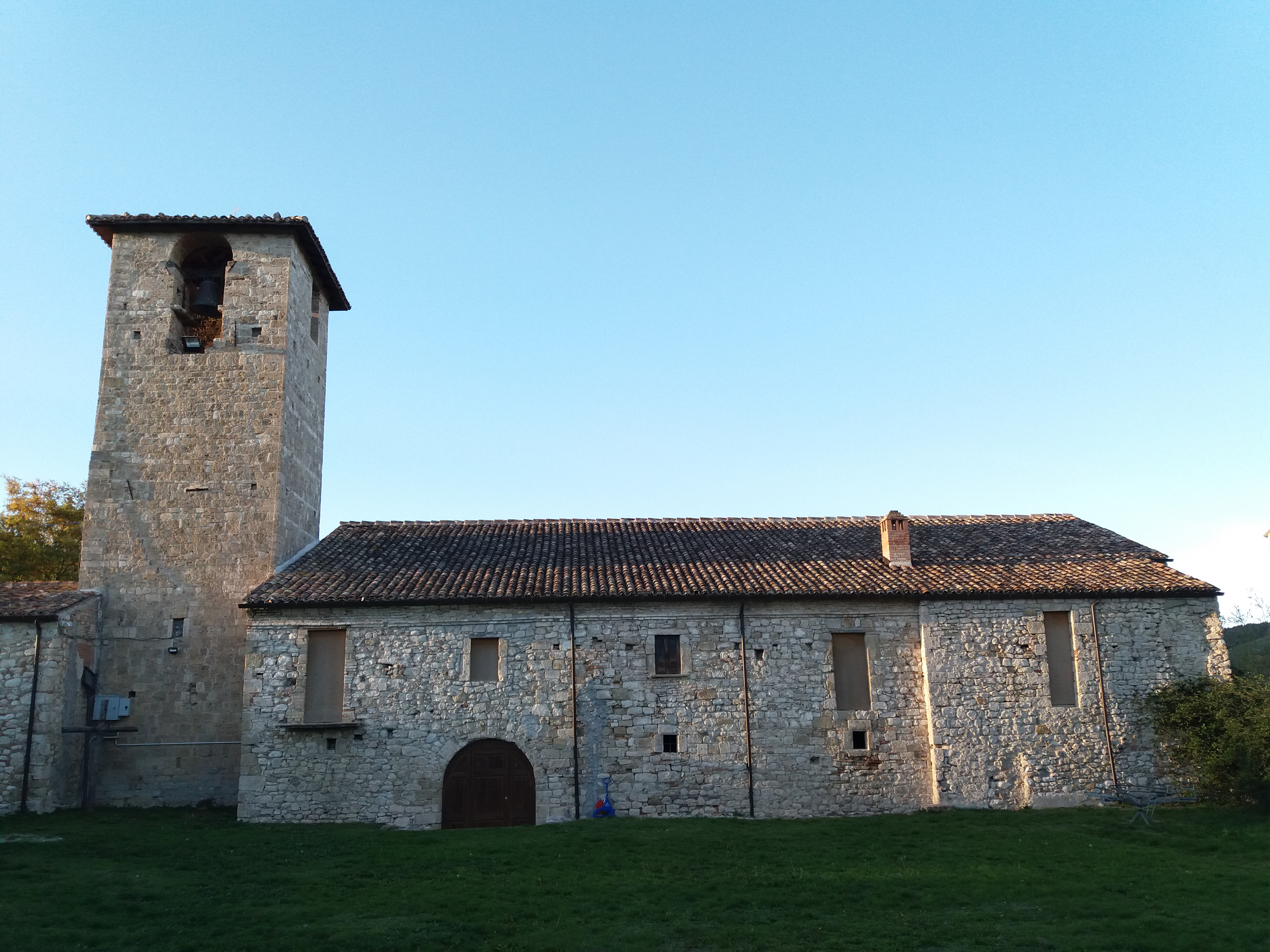
Chiesa di San Pietro in Campovalano, fianco

- Chiesa di San Pietro – L'edificio sacro, d'impianto medioevale, risalente all'VIII secolo, ricostituito e modificato tra il XII ed il XIII secolo dai monaci premostratensi seguendo i canoni dell'architettura romanica, si trova a circa un kilometro dal centro abitato. Conserva al suo interno un sarcofago paleocristiano, chiamato del «negoziante dei marmi», scolpito da Aurelio Andronico di Nicodemia,[1] decorato da bassorilievi che rappresentano scene dell'Antico e del Nuovo Testamento; una statua fittile del Seicento che ritrae la Madonna col Bambino affiancata da due angeli ed affreschi votivi. Alla fabbrica della chiesa sono addossati i resti del convento premostratense appartenuto ai canonici regolari ("monaci bianchi") di san Norberto.

### Architetture civili
- Torrione di avvistamento - Nei pressi della località di Piane di Campovalano si trovano i ruderi di un possente torrione utilizzato per l'avvistamento. Il fabbricato si eleva da una base circolare di circa 5 metri di diametro ed ha mura spesse circa 60 centimetri costituite da pietre non lavorate legate da malta.

### Siti archeologici

#### Necropoli di Campovalano

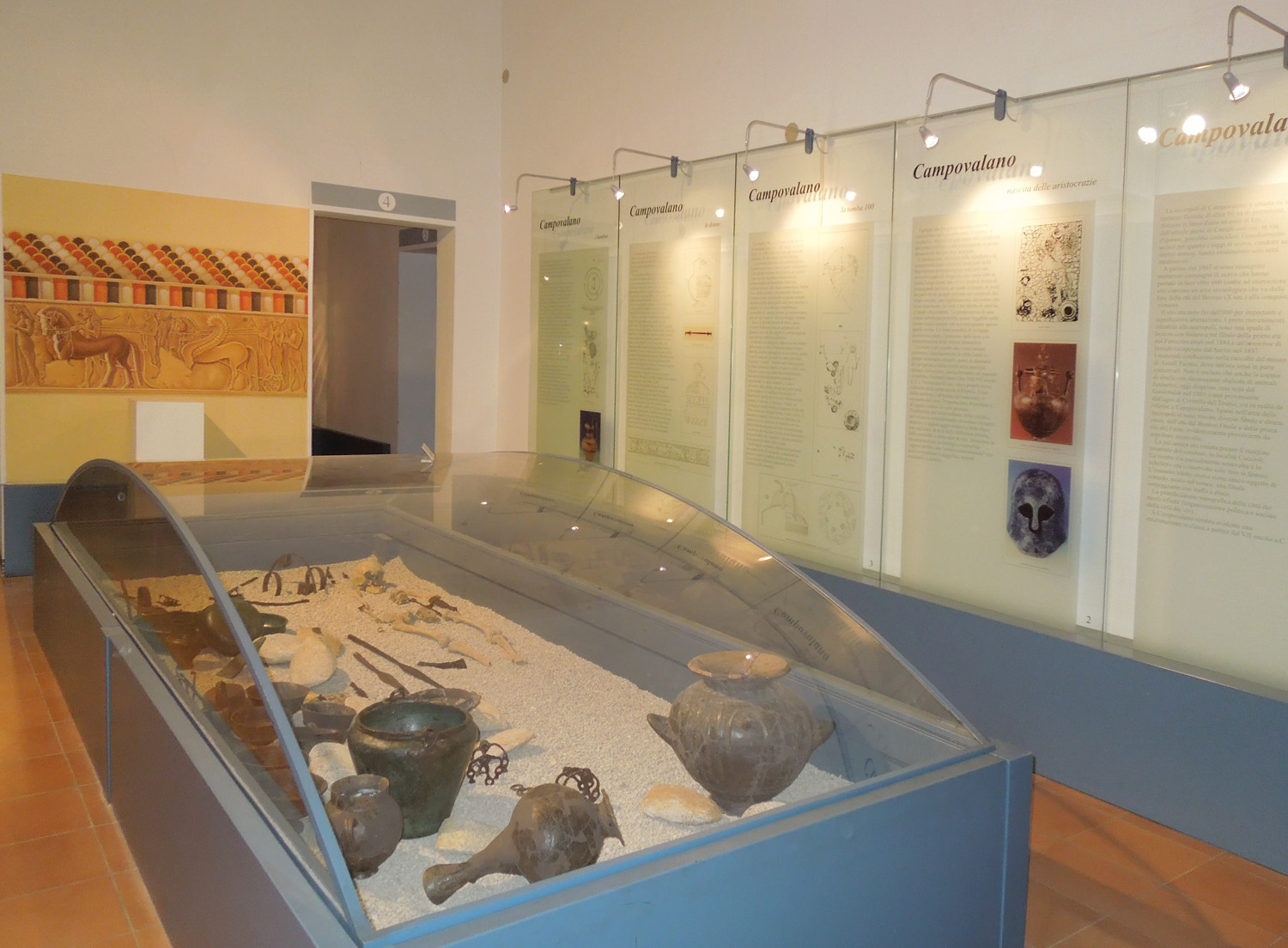
Sala del Museo archeologico Francesco Savini dedicata all'esposizione dei reperti e del corrdeo funerario di una tomba rinvenuta presso la necropoli

L'area archeologica di Campovalano è stata un cimitero di popoli Italici per circa mille anni. Si caratterizza per la densa presenza di tombe a tumulo. Le tracce più antiche risalgono all'Età del bronzo quando in questo lembo di terra si insediò una comunità di agricoltori ed allevatori. Fra i ritrovamenti, infatti, vi sono bollitori, colini ed altri utensili idonei alla trasformazione del latte in formaggio e ricotta.

### Eventi

#### Sagra del tartufo
La Sagra del Tartufo di Campovalano è una storica e raffinata kermesse gastronomica estiva organizzata dall’Associazione Culturale Campovalano Viva, con il patrocinio del Comune di Campli e il supporto del GAL Gran Sasso Laga, tra gli altri. Si svolge annualmente a Campovalano, frazione di Campli (TE), nella seconda settimana di luglio.
Si tratta di un evento, coordinato dallo chef Davide Cordoni, che nell’edizione 2024 ha contato oltre 27000 presenze.